# Герольд, Фердинан (композитор)
Луи Жозеф Фердина́н Геро́льд (фр. Louis-Joseph-Ferdinand Hérold, 28 января 1791 года, Париж — 19 января 1833 года, там же) — французский композитор, наиболее известный как автор музыки к балету «Тщетная предосторожность». Отец политика Фердинана Герольда.

## Биография
Родился в семье эльзасского пианиста и композитора Франсуа Жозефа Герольда (François-Joseph Hérold, 1755—1802) и Жанны Габриэли Паскаль (Jeanne-Gabrielle Pascal) и был их единственным сыном. Учился по классу фортепиано в Парижской консерватории у своего крёстного отца Жана-Луи Адана (отца знаменитого композитора Адольфа Адана), и Этьенна Меюля (композиция). По окончании консерватории в 1812 году получил Римскую премию за кантату «Мадемуазель де Лавальер», после чего два года работал в Риме. Театральный дебют композитора состоялся в 1815 году в Неаполе, когда публике театра Сан-Карло была представлена его одноактная опера «Юность Генриха V».
Вернувшись в Париж, писал как оперы (преимущественно комические), так и балеты. Тесно сотрудничал с парижской Оперой и балетмейстером Жаном-Пьером Омером, который был постановщиком всех его балетов на сцене Оперы Ле Пелетье.
Последним произведением, над которым начал работать Герольд, была опера «Людовик». После смерти композитора партитуру закончил Фроманталь Галеви. На тему из этой оперы Фредерик Шопен написал фортепианные вариации.

## Произведения
Оперы
- «Юность Генриха V» (итал. La gioventu di Enrico Quinto, 1815)
- «Скромницы» (1817)
- «Колокольчик» (1817)
- «Цампа, или Мраморная невеста» (1831)
- «Луг писцов» («Пре-о-Клерк», фр. Pré aux Clercs), по роману Проспера Мериме «Хроника царствования Карла IX», 1832)
- «Мари»
- «Людовик» (1833)

Балеты
- 29 января 1827 — «Астольф и Жоконд, или Искатели приключений»
- 19 сентября 1827 — «Сомнамбула», по сценарию Эжена Скриба
- 2 июля 1828 — «Лидия»
- 17 ноября 1828 — «Тщетная предосторожность»
- 27 апреля 1829 — «Красавица спящего леса»